# Melasina ptyalistis
Melasina ptyalistis är en fjärilsart som beskrevs av Edward Meyrick 1937. Melasina ptyalistis ingår i släktet Melasina och familjen säckspinnare. Inga underarter finns listade i Catalogue of Life.